# Morti nel 1217
| Questa pagina contiene informazioni ricavate automaticamente dalle voci biografiche con l'ausilio del template Bio e di un bot. L'aggiornamento è periodico e automatico e ricostruisce completamente la pagina. Se manca una persona in questa lista, sei pregato di non aggiungerla, ma accertati piuttosto che la sua voce biografica contenga il template Bio e che i dati anagrafici siano correttamente compilati. Se il template Bio manca, inseriscilo tu stesso o, in alternativa, metti l'avviso {{tmp\|Bio}} che ne segnala la mancanza. Se i dati riportati sono sbagliati, correggi direttamente la voce biografica; le modifiche saranno visibili in questa lista entro pochi giorni. Per chiarimenti vedi il progetto biografie. La lista contiene solo le 26 persone che sono citate nell'enciclopedia e per le quali è stato implementato correttamente il template Bio. Pagina aggiornata al 13 gen 2025. |

- 27 gennaio - Manfredo Settala, presbitero italiano
- 9 febbraio - Rinaldo di Nocera Umbra, vescovo cattolico e santo italiano
- 23 aprile - Inge II di Norvegia, re (n. 1185)
- 25 aprile - Ermanno I di Turingia, nobile tedesco (n. 1155)
- 6 giugno - Enrico I di Castiglia, re (n. 1204)
- 14 luglio - Croznato, religioso ceco
- 22 luglio - Hadmar II di Kuenring, nobile austriaco
- 24 agosto - Eustachio il Monaco, pirata e mercenario francese
- 8 settembre - Roberto I d'Alençon, nobile francese
- 21 settembre - Caupo di Turaida, re
- 21 settembre - Lembitu, sovrano estone
- 14 ottobre - Isabella di Gloucester, nobile britannica
- 2 novembre - Philippe de Dreux, vescovo francese (n. 1158)
- 29 dicembre - Gyōi, monaco buddista e poeta giapponese (n. 1177)
- Abd al-Haqq I
- Guillem Ademar, trovatore francese
- Niceta Coniata, politico, scrittore e storico bizantino
- Giovanni da Ferentino, cardinale italiano
- Ibn Jubayr, viaggiatore e poeta arabo (n. 1145)
- Alexander Neckam, scienziato, letterato e abate inglese (n. 1157)
- Guglielmo Pallavicino di Oberto, nobile italiano
- Philip Simonsson, nobile norvegese
- Gerardo da Camino, vescovo cattolico italiano
- Guido I da Polenta, politico italiano
- Riccardo di Clare, III conte di Hertford, nobile inglese (n. 1153)
- Nijōin no Sanuki, poeta giapponese (n. 1141)